# Orthotrichum strangulatum
Orthotrichum strangulatum là một loài rêu trong họ Orthotrichaceae. Loài này được P. Beauv. mô tả khoa học đầu tiên năm 1805.